# Agonopsis asperoculis
Agonopsis asperoculis és una espècie de peix pertanyent a la família dels agònids.

## Hàbitat
És un peix marí, demersal i de clima tropical que viu entre 18 i 20 m de fondària.

## Distribució geogràfica
Es troba a l'Atlàntic sud-occidental: Argentina i les illes Malvines.

## Observacions
És inofensiu per als humans.